# قضاء طولكرم (الإدارة الأردنية)
قضاء طولكرم تحت الإدارة الأردنية أو قضاء طولكرم الأردني (1948–1967)، هو تقسيم إداري سابق في الأراضي الفلسطينية، مركزه مدينة طولكرم، يعود لفترة الإدارة الأردنية للضفة الغربية، حيث ظهر القضاء عقب النكبة عام 1948 والتي أدت إلى سيطرة إسرائيل على معظم قرى الشطر الغربي من "قضاء طولكرم الانتدابي"، واستمر القضاء حتى اندلاع حرب النكسة عام 1967 حيث جاء بعده "لواء طولكرم".

## التاريخ
بعد وقوع النكبة عام 1948 انقسم قضاء طولكرم الانتدابي إلى شطرين، الشطر الغربي بات تحت سيطرة إسرائيل، والشطر الشرقي المُتبقي فقد أصبح تحت حُكم الأردن ضمن الإدارة الأردنية للضفة الغربية، وقد تمثل النصف الشرقي من قضاء طولكرم الانتدابي بالقرى الباقية التالية:
- طولكرم (أكبر مدينة في القضاء وعاصمة القضاء، وتضم المدينة أحياء: ذنابة، شويكة، ارتاح، العزب، مخيم طولكرم، مخيم نور شمس).[1]

- قلقيلية
- الطيبة
- قلنسوة
- الطيرة
- فرديسيا "المهجرة"
- كفر قاسم
- باقة الغربية
- جت
- إبثان
- يمه
- بئر السكة (زيمر)
- المرجة
- جلجولية
- كفر برا
- فرعون
- عزبة سلمان
- كفر صور
- كور
- كفر عبوش
- كفر زيباد
- كفر جمال
- فلامية
- جيوس
- النبي إلياس
- عسلة
- كفر ثلث
- راس عطية
- عزبة الأشقر
- حبلة
- دير الغصون
- الجاروشية
- عتيل
- علار
- زيتا
- صيدا
- باقة الشرقية
- النزلة الوسطى
- النزلة الغربية
- النزلة الشرقية
- نزلة أبو نار
- نزلة عيسى
- قفين
- رامين
- بيت ليد
- سفارين
- شوفة
- كفر اللبد
- عنبتا
- إكتابا
- كفر رمان
- بلعا
- عزبة الطبيب
- حجة
- كفر ثلث
- عرب الرماضين الشمالي
- عرب الرماضين الجنوبي
- كفر لاقف

وفي عام 1949 طرأت تعديلات على النصف الشرقي المُتبقي من قضاء طولكرم؛ حيث وقّع الأردن مع إسرائيل اتفاقية رودس والتي بموجبها وافق الأردن على تسليم إسرائيل بعض مناطق الشطر الشرقي المُتبقية من قضاء طولكرم وهي قرى (الطيبة، قلنسوة، الطيرة، كفر قاسم، باقة الغربية، جت، إبثان، يمه، بئر السكة (زيمر)، المرجة، جلجولية، كفر برا، فرديسيا، وغيرها)، في حين رفض الأردن تسليم كامل مدينة طولكرم لإسرائيل وهي أكبر مدينة في القضاء وعاصمة القضاء، ولكن سيطرت إسرائيل على أراضي الأحياء الغربية لمدينة طولكرم والتي تُقدر مساحتها بآلاف الدونمات، وبذلك بقيت مدينة طولكرم حتى اليوم على الخط الفاصل بين الضفة الغربية وإسرائيل وبدون أي توسع أو أحياء أو أراضي في الجهة الغربية للمدينة (الجهة التي سيطرت عليها إسرائيل).
استمر قضاء طولكرم ضمن الإدارة الأردنية حتى اندلاع حرب النكسة في 5 يونيو 1967 حيث سيطرت إسرائيل على القضاء، فأصبح القضاء ضمن الحُكم العسكري الإسرائيلي فيما عُرف باسم "لواء طولكرم" (1967–1995).